# ديتر باور
ديتر باور (بالألمانية: Dieter Bauer ) (و. 1968 – م) هو فيزيائي، وأستاذ جامعي من ألمانيا . ولد في دارمشتات.